# Beskæftigelsesfradrag
Beskæftigelsesfradrag er i forbindelse med dansk beskatning et fradrag, der omfatter borgere, der er i beskæftigelse og dermed betaler arbejdsmarkedsbidrag. 
Fradraget beregnes automatisk af løn, overskud af virksomhed m.v. Beløbet beregnes før arbejdsmarkedsbidraget fratrækkes, men efter at eventuelle bidrag og præmier til privattegnede pensionsordninger er fratrukket. Ligesom andre ligningsmæssige fradrag kan det fratrækkes i kommuneskat og sundhedsbidrag.
I 2017 er beskæftigelsesfradraget 8,75 %, men kan højst udgøre 30.000 kr. I 2017 opnår indkomster på ca. 342.857 kr. og derover dermed det maksimale beskæftigelsesfradrag.
Fradraget blev lanceret som en del af skatteændringerne med virkning fra 2004 og havde til formål at skaffe flere fra passiv forsørgelse og ud på arbejdsmarkedet. I 2004 var fradraget på 2,5 % med en maksimumsgrænse på 7.000 kr.
Både i skattereformen i 2009 og 2012-skattereformen er fradraget blevet hævet. Som følge af sidstnævnte reform stiger fradraget gradvis til 10,65 % i 2022, og det maksimale fradrag til 34.100 kr.